# 쿨나구

쿨나구의 위치

쿨나구(벵골어: খুলনা জেলা)는 방글라데시 남서부에 위치한 구로 행정 구역상으로는 쿨나주에 속한다. 구청 소재지는 쿨나주의 주도이기도 한 쿨나이며 면적은 4,389.11km2, 인구는 2,318,527명(2011년 기준)이다.
14개 시를 관할한다. 북쪽으로는 조쇼르구, 북동쪽으로는 나라일구, 동쪽으로는 바게르하트구, 남쪽으로는 벵골만, 서쪽으로는 사트키라구와 접한다. 전체 주민 가운데 76.86%는 무슬림(이슬람교도)이고 22.72%는 힌두교도, 0.66%는 불교도, 0.01%는 기독교도이다.

## 인구
| 연도     | 인구      | ±% p.a. |
| -------- | --------- | ------- |
| 1974     | 1,386,347 | —       |
| 1981     | 1,771,101 | +3.56%  |
| 1991     | 2,010,643 | +1.28%  |
| 2001     | 2,378,971 | +1.70%  |
| 2011     | 2,318,527 | −0.26%  |
| 2022     | 2,613,365 | +1.09%  |
| Sources: |           |         |

## 같이 보기
- 방글라데시의 구